# Duško Milinović
Duško Milinović (serbisch-kyrillisch Душко Милиновић; * 19. Februar 1975 in Bačka Palanka, SFR Jugoslawien) ist ein ehemaliger serbischer Handballspieler und Handballtrainer.

## Karriere

### Verein
Der 1,95 m große rechte Rückraumspieler spielte in seiner Heimatstadt Bačka Palanka beim RK Sintelon. International nahm er am Euro-City-Cup 1999/2000 und am Europapokal der Pokalsieger 2000/01 teil. Ab 2001 stand er in der spanischen Liga Asobal unter Vertrag. Dort spielte er je eine Saison bei BM Altea, CB Cantabria Santander, und BM Valladolid. Mit Valladolid unterlag er im Europapokal der Pokalsieger 2003/04 in den Finalspielen gegen Portland San Antonio. Für Valladolid warf er das 10.000. Tor der Vereinsgeschichte in der Liga Asobal. Zwei Spielzeiten war er bei BM Torrevieja aktiv. 2005 gelang der Aufstieg aus der División de Honor Plata in die erste Liga. In der Saison 2006/07 lief er zunächst für den rumänischen Verein HCM Constanța auf, ehe er im Dezember 2006 beim dänischen Verein AaB Håndbold unterschrieb. Nachdem er eine Zeit lang vereinslos gewesen war, schloss er sich dem ungarischen Erstligisten Dunaferr SE an. In der Saison 2008/09 spielte Milinović in Israel für Maccabi Rischon LeZion, mit dem er am EHF-Pokal 2008/09 teilnahm und die Meisterschaft gewann.

### Nationalmannschaft
Mit der Nationalmannschaft der Bundesrepublik Jugoslawien nahm Milinović am World Cup 2002 teil. Insgesamt bestritt er 50 Länderspiele.

## Trainer
Als Trainer betreute Milinović in Israel in der Saison 2010/11 Maccabi Petach Tikwa und in der folgenden Spielzeit Bnei Herzlia.